# Engey
Engey (wymowaⓘ) – wyspa przybrzeżna w południowo-zachodniej Islandii, w południowej części zatoki Kollafjörður (część zatoki Faxaflói), około 2 km na północ od centrum stolicy kraju Reykjavíku. Położona jest około 1,5 km na wschód od wyspy Akurey i około 2 km na zachód od wyspy Viðey. Ma około 1,7 km długości i 400 m szerokości. Osiąga wysokość 25 m n.p.m.
Współcześnie wyspa jest niezamieszkana. Jedyną budowlą na wyspie jest latarnia morska Engeyjarviti, która powstała w 1902 (odbudowana w 1937). W przeszłości (m.in. w XIII wieku, o czym wspomina jedna z sag) była zamieszkiwana i wykorzystywana pod rolnictwo i rybołówstwo. Pierwszy kościół na wyspie powstał w 1379, a ostatni został zdesakralizowany w 1765. 